# Maris (mitología)

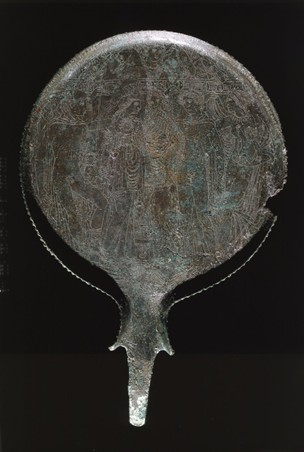
Escena con Mnerva, sosteniendo a Maris, flanqueada por Turms (Hermes) y Amamtunia, con otros dos Maris bebé.

Maris (o Mariś) era un dios etrusco a menudo descrito como un bebé o un niño y al que le fue dado muchos epítetos, incluyendo Mariś Husrnana ("Maris el Niño"), Mariś Halna ("Maris el Joven"), y Mariś Isminthians ("Maris el que envía/advierte de los ratones").

## Mitología
Era un dios de la fertilidad y la agricultura, siendo representado como un niño pastor. También era el que advertía de las plagas de ratones que se comían las cosechas (y también el que las enviaba). Fue luego relacionado con el dios romano Marte, relacionándolo a su vez con el carácter bélico del dios.
Era hijo de Hercle, el equivalente etrusco de Heracles, y Menrva, la equivalente de Minerva. Representado en dos espejos de bronce, Maris aparece en escenas que describen un rito de inmersión para asegurar su inmortalidad, posiblemente conectado a historias sobre el centauro Mares, el antepasado de los ausones, quien llevó a cabo una triple ciclo de muerte y resurrección. Esto lo llevó a vivir 130 años, siendo Husrnana cuando es hijo de Menrva, Halna con su presumiblemente esposa Amamtunia, e Isminthians estando muerto con Leinth, la diosa etrusca de la muerte.
Maris está inmerso en un ritual de tres vidas (Husrnana, Halna, y finalmente Isminthians). En un espejo de bronce procedente de Bolsena, del 300 a. C., se ve a Minerva, en el rol de kourothropos (palabra griega para un dios que sostiene a un niño) con la mano izquierda sosteniendo o sacando a Maris Husrnana de una crátera de volutos. A su lado, Turan, la diosa del amor, en un elegante manto bordado que sostiene con su boca. Laran (la "L" se ha borrado) observa la escena con lanza en mano. A los lados, dos figuras: Turms (Hermes) en el lado izquierdo y Amamtunia en el derecho, sosteniendo otros dos niños: Mariś Isminthians (en la rodilla de Turms) y Mariś Halna (en el brazo derecho de Amamtunia.
En otro espejo de bronce procedente de Chiusu, se ve a Menrva dándole pecho a Mariś Husrnana, sosteniéndolo con ambas manos. Turan la ayuda, mientras Leinth sostiene a otro niño sobre la rodilla izquierda (en vez de Turms).
Ambos espejos (además de una cisterna palestrina) muestran a una Mnerva ayudando a un Maris adulto a emerger de una gran jarra, representando escenas autóctonas. Maris, una deidad local, que según la tradición tuvo tres vidas en 130 años. Las dos escenas han sido interpretadas como una analogía al nacimiento, vida y muerte de Maris.

## Epítetos
Husrnana, posiblemente conectado con husiur, "niño" (con un doble sufijo, -na -na), puede referirse al nacimiento de Maris como el "niño bebé". Para halna, se han sugerido varias conexiones que se refieren al Maris en vida o Maris maduro. Y finalmente, Maris Isminthians, epíteto tal vez relacionado al de Apolo Smintheus, podría representar el encuentro de Maris con la muerte: el bebé es sostenido por Trums, como un Hermes o Mercurio psicopompo, guía de las almas al Inframundo, en el espejo de Bolsena. Leinth, cuyo nombre está conectado a lein, "muerte", sostiene a Maris en el otro espejo.
Algunos estudiosos piensan que fue la influencia de la concepción romana del dios Marte, pero no es seguro.